# Ingeborg Valdemarsdotter
Ingeborg Valdemarsdotter, född 1 april 1347 på Sønderborg slott, död före 16 juni 1370, var hertiginna av Mecklenburg-Schwerin. Hon var dotter till kung Valdemar IV "Atterdag" av Danmark och Helvig av Slesvig samt äldre syster till unionsdrottningen Margareta.
Ingeborg fick överta äldre systern Margaretas tilltänkte make hertig Henrik Bödeln av Mecklenburg efter Margaretas död 1350. Ett bröllopskontrakt mellan Ingeborg och Henrik upprättades i Dornburg den 23 oktober 1350. Ingeborg och Henrik gifte sig sedan före 3 juni 1362. Paret fick följande barn:
1. Eufemia av Mecklenburg (död 1400), gift med furst Johan V av Mecklenburg-Werle (död 1377/1378)
2. Maria av Mecklenburg (1363/1365–1402/1403), gift med hertig Vartislav VII av Pommern (stupad 1394/1395)
3. Albrekt IV av Mecklenburg (1362/1370–1388), hertig av Mecklenburg och Schwerin
4. Ingeborg av Mecklenburg (1368–1408), nunna i Ribnitz 1376, abbedissa där 1395–1408

Ingeborg Valdemarsdotter blev efter brodern Kristofers död 1363 arvtagare till den danska tronen. Hon överlevdes dock av sin far kung Valdemar Atterdag. Hennes son Albrekt var Valdemars äldsta dotterson och utvalde tronföljare. Danskarna valde dock istället hennes systerson Olof till sin kung, vilket ledde till långvariga stridigheter mellan Mecklenburg och Danmark.